# Aulus Bucius Lappius Maximus
Aulus Bucius Lappius Maximus est un sénateur romain du Ier siècle, consul suffect en 86 et 95 sous Domitien.

## Biographie
On ignore le cursus prétorien de Lappius Maximus. Un Lappius, probablement lui-même, est légat de la legio VIII Augusta sous le règne de Vespasien.
Sous Titus, il fait partie du conseil impérial,.
Il est proconsul de la province de Pont-Bithynie vers 83/86,,. De septembre à décembre de l'année 86, il est consul suffect,.
Il est ensuite gouverneur (légat d'Auguste propréteur) de la province de Germanie inférieure vers 87/88 à 89/90. En tant que tel, il mate la révolte du légat de Germanie supérieure, Lucius Antonius Saturninus,,, mais brûle les documents des conspirateurs selon Dion Cassius. On aurait pu s'attendre à ce que Domitien ne le considère pas comme fiable, mais l'empereur ne semble cependant pas avoir douté de sa loyauté.
Par la suite, au contraire, il est nommé gouverneur (légat d'Auguste propréteur) de l'importante province de Syrie, où stationnent les armées d'Orient, vers 90/91 à 93.
De mai à août de l'année 96, il est à nouveau consul suffect.
À la suite de l'assassinat de Domitien en septembre 95, l'avis de Lappius Maximus est peut-être décisif sur le choix de son successeur par le Sénat : Nerva,,.
En 102, sous Trajan, un Lappius est membre du collège des pontifes, mais nous ignorons s'il s'agit de lui.

## Sources
- Brian W. Jones, The Emperor Domitian, Londres, Routledge, 1992.
- Site LEGION VIII AUGUSTA, Aulus Bucius Lappius Maximus, voir aussi les notes et références 32-43.